# Estrecho de Urrácal
El Estrecho de Urrácal es un paraje natural situado en el municipio español de Urrácal, en la provincia de Almería, Andalucía. Se encuentra a una altitud de 698 metros.
Este desfiladero, cercano al núcleo urbano, está ubicado a los pies del cerro del Castillico, en la Rambla Salada, perteneciente a la Sierra de las Estancias, junto al área recreativa Carmen de Burgos.

## Historia
El estrecho tiene una longitud aproximada de 545 metros, destacando su zona central, una garganta rocosa con paredes que alcanzan los 15 metros de altura. El paso del cauce de la Rambla Salada ha moldeado un paisaje de formaciones pétreas con texturas y relieves milenarios. La parte más angosta del desfiladero tiene tan solo 1,5 metros de ancho.
Está incluido en la ruta senderista PR-A 300.

## Relevancia del espacio protegido
La zona presenta estructuras tectónicas que determinan su geomorfología y lo convierten en un geositio de interés. Está protegido como Bien de Interés Cultural por la Ley 16/1985, de 25 de junio, del Patrimonio Histórico Español.

## Encuadre geológico
El Estrecho de Urrácal forma parte del Dominio Cortical de Alborán, en el contexto de la Cordillera Bética. En esta zona se superponen las unidades tectónicas Nevado-Filábride, Alpujárride y Maláguide. Estas han dado lugar a cuencas sedimentarias con depósitos marinos y continentales desde el Paleozoico hasta el Cuaternario. Entiéndase, el proceso de formación del sistema montañoso.
En la Sierra de las Estancias, afloran materiales del Complejo alpujárride como micaesquistos, filitas, cuarcitas, calizas, dolomías y calcarenitas. Durante el Mioceno se desarrollaron pliegues amplios, configurando el relieve actual.

## Flora
Entre la vegetación destacan el álamo blanco, la higuera silvestre, la retama, el taray y la zarza. También se encuentran especies como la adelfilla y el helecho culantrillo (Adiantum capillus-veneris).

## Fauna
Entre los mamíferos hay presencia de liebre y conejo. Entre las aves destacan el gorrión, la paloma, la perdiz, el mirlo común y la chova piquigualda (Pyrrhocorax graculus).

## Protección
El estrecho está protegido por la Ley 16/1985, de 25 de junio, del Patrimonio Histórico Español, como parte del patrimonio geológico y natural.

## Galería de imágenes

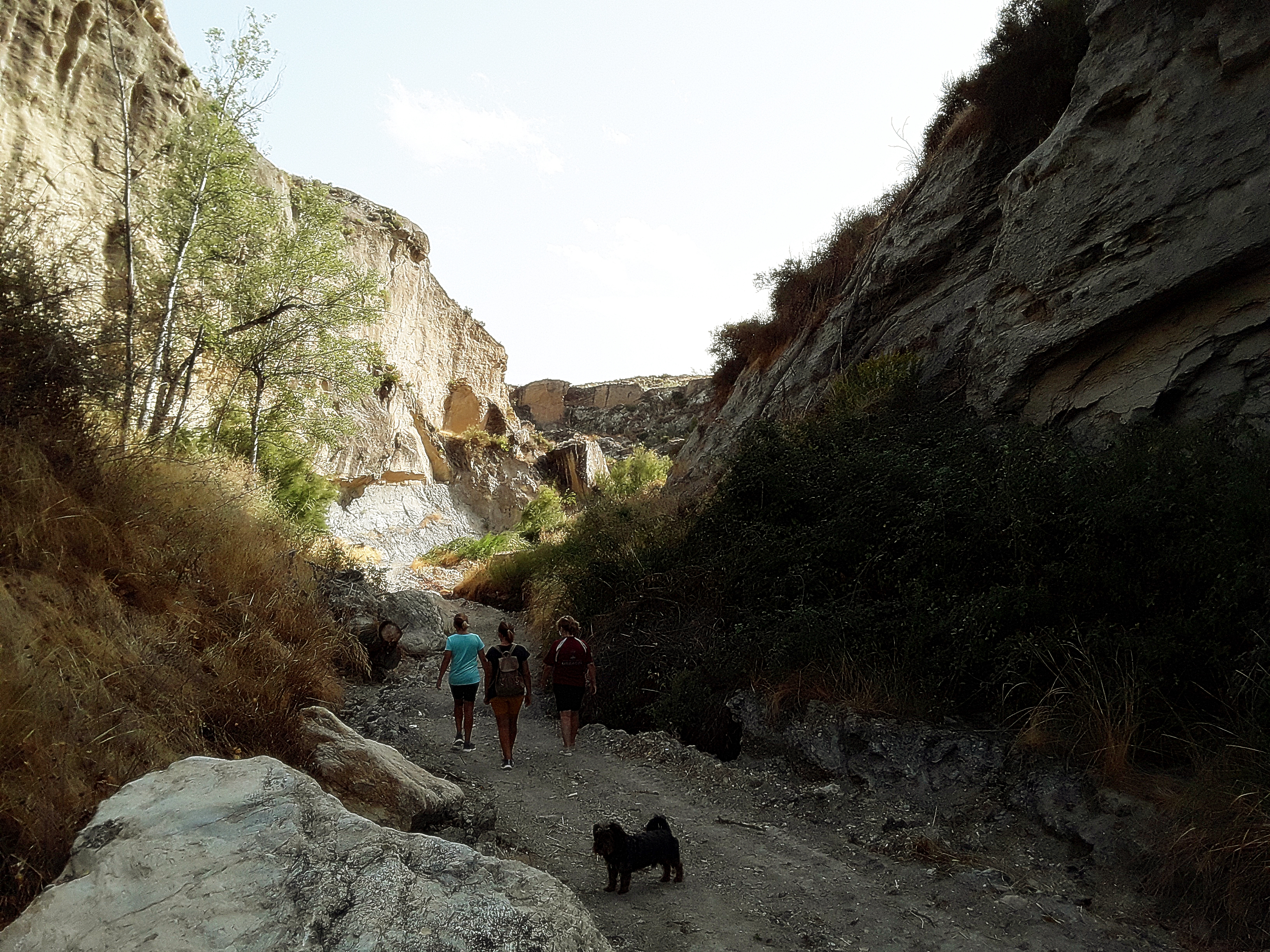
Inicio del recorrido
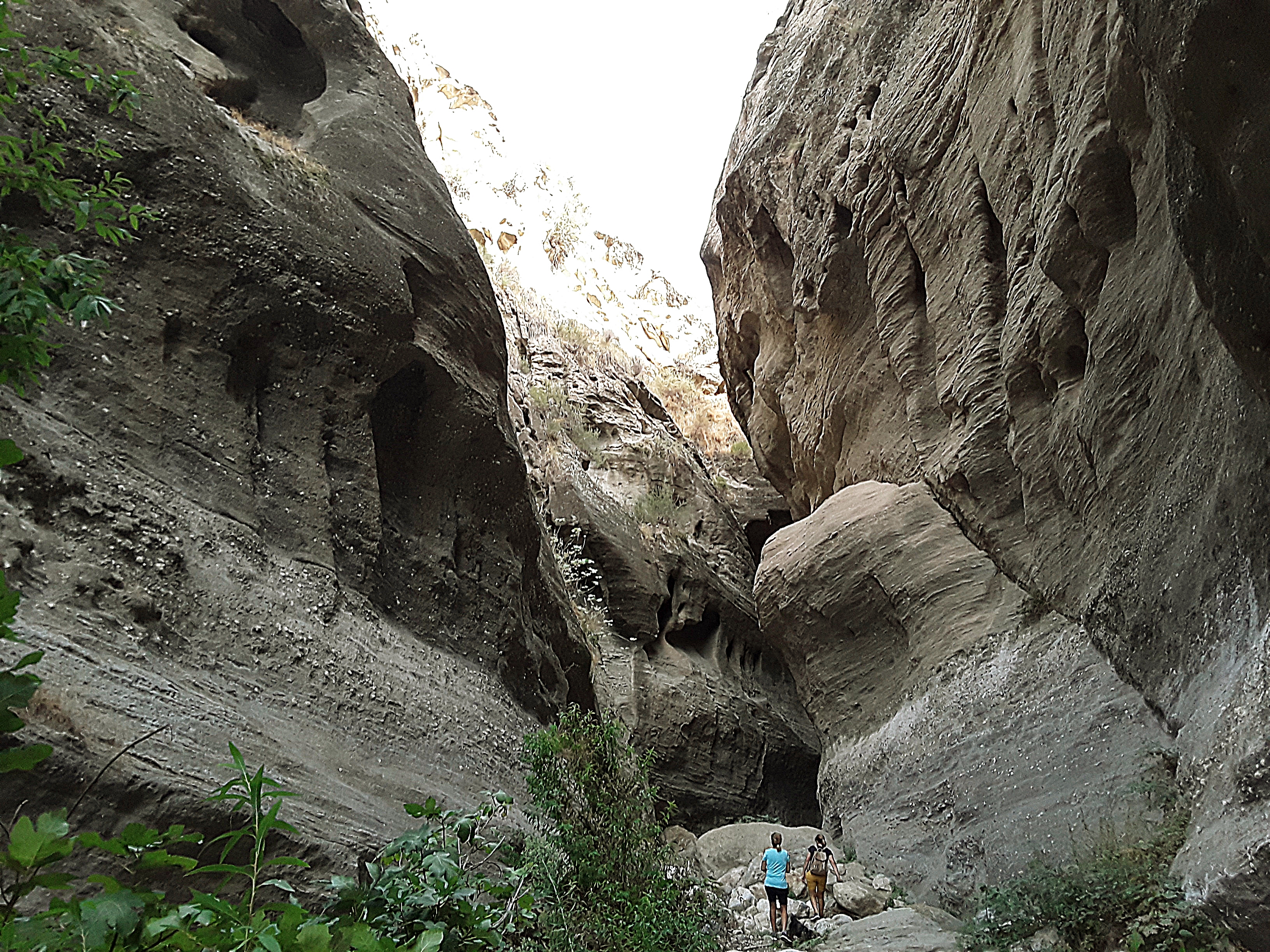
Inicio del tramo estrecho
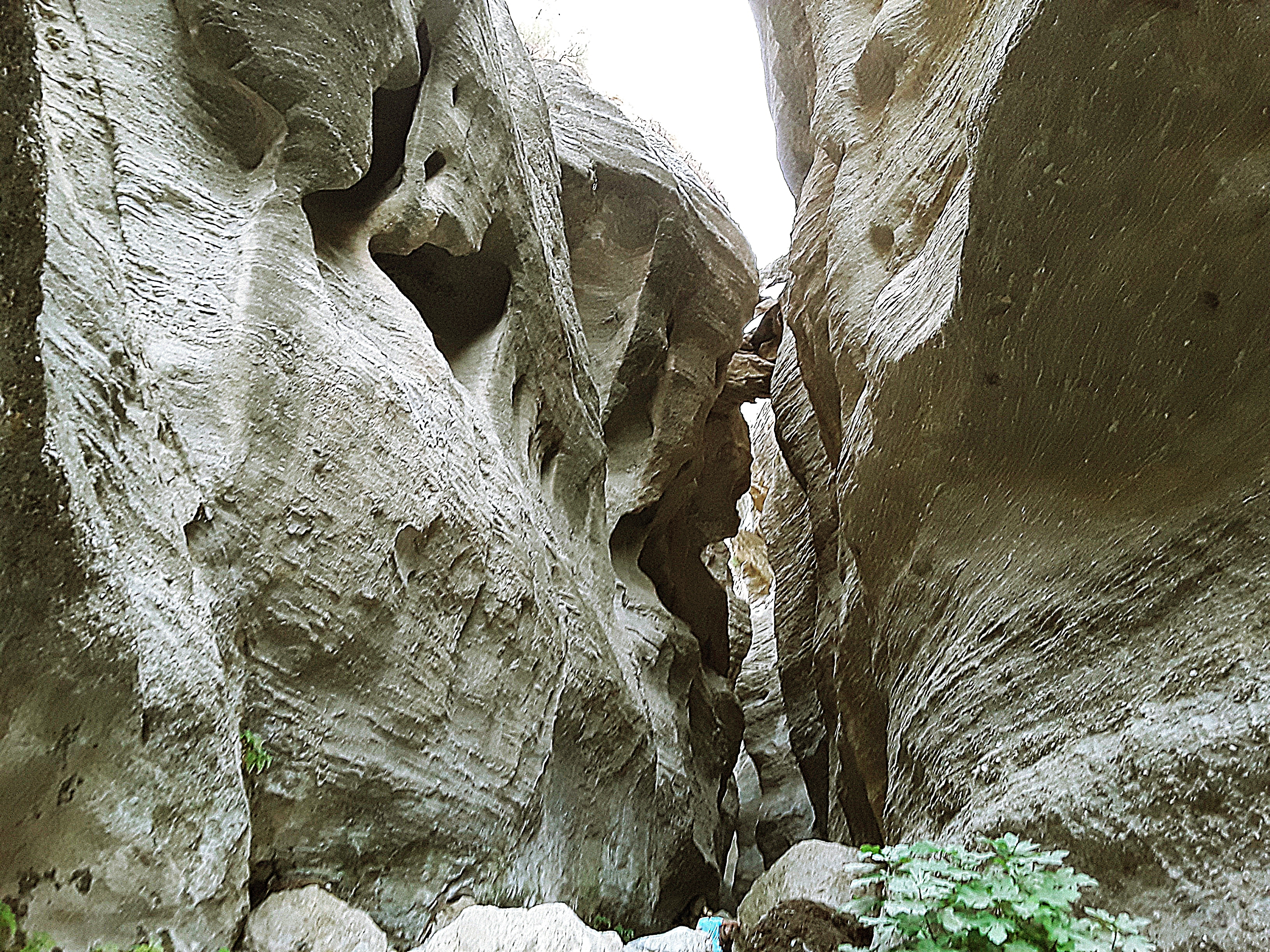
Perspectiva del tramo estrecho
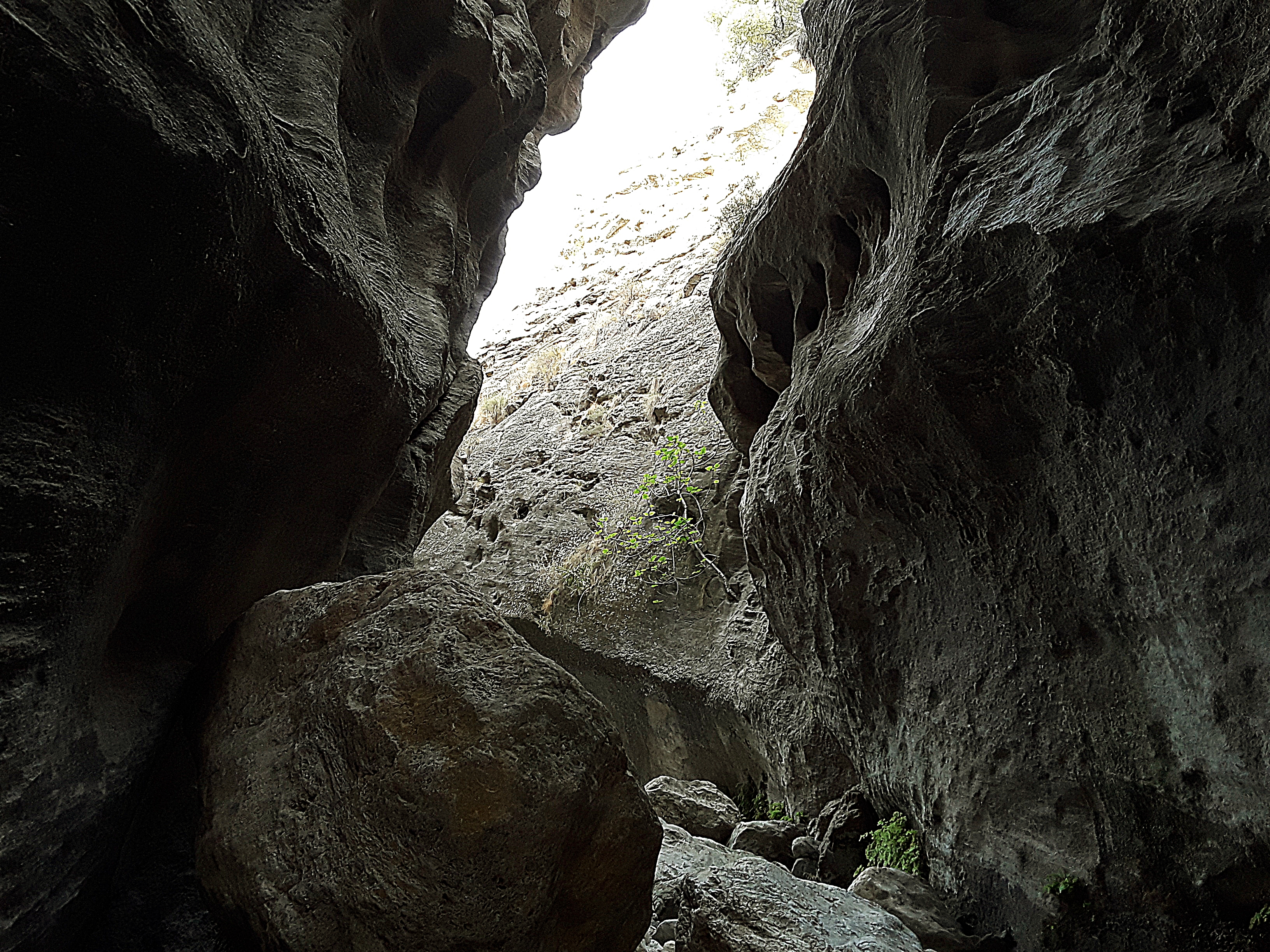
Interior del desfiladero
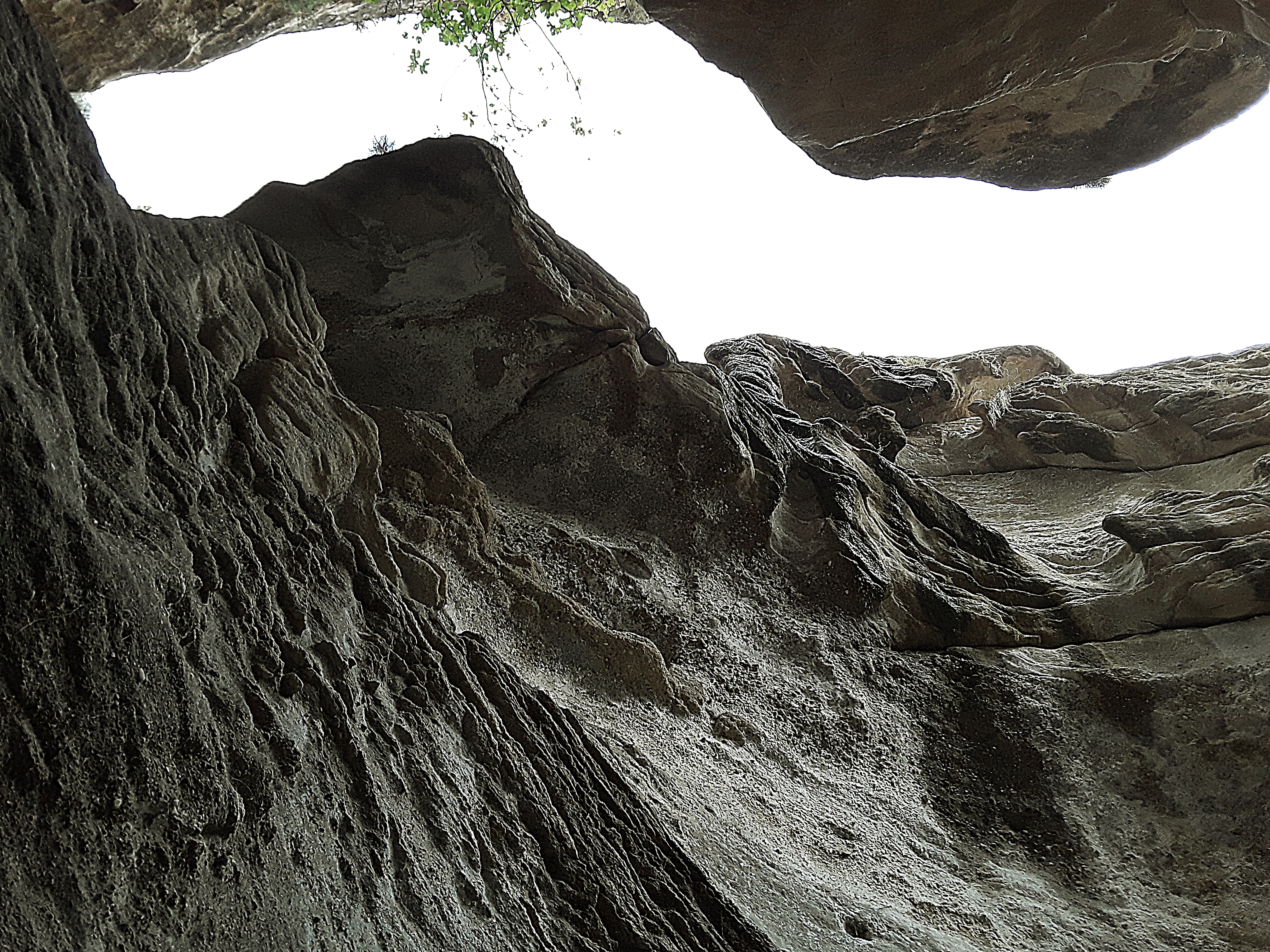
Paredes cercanas que apenas dejan ver el cielo
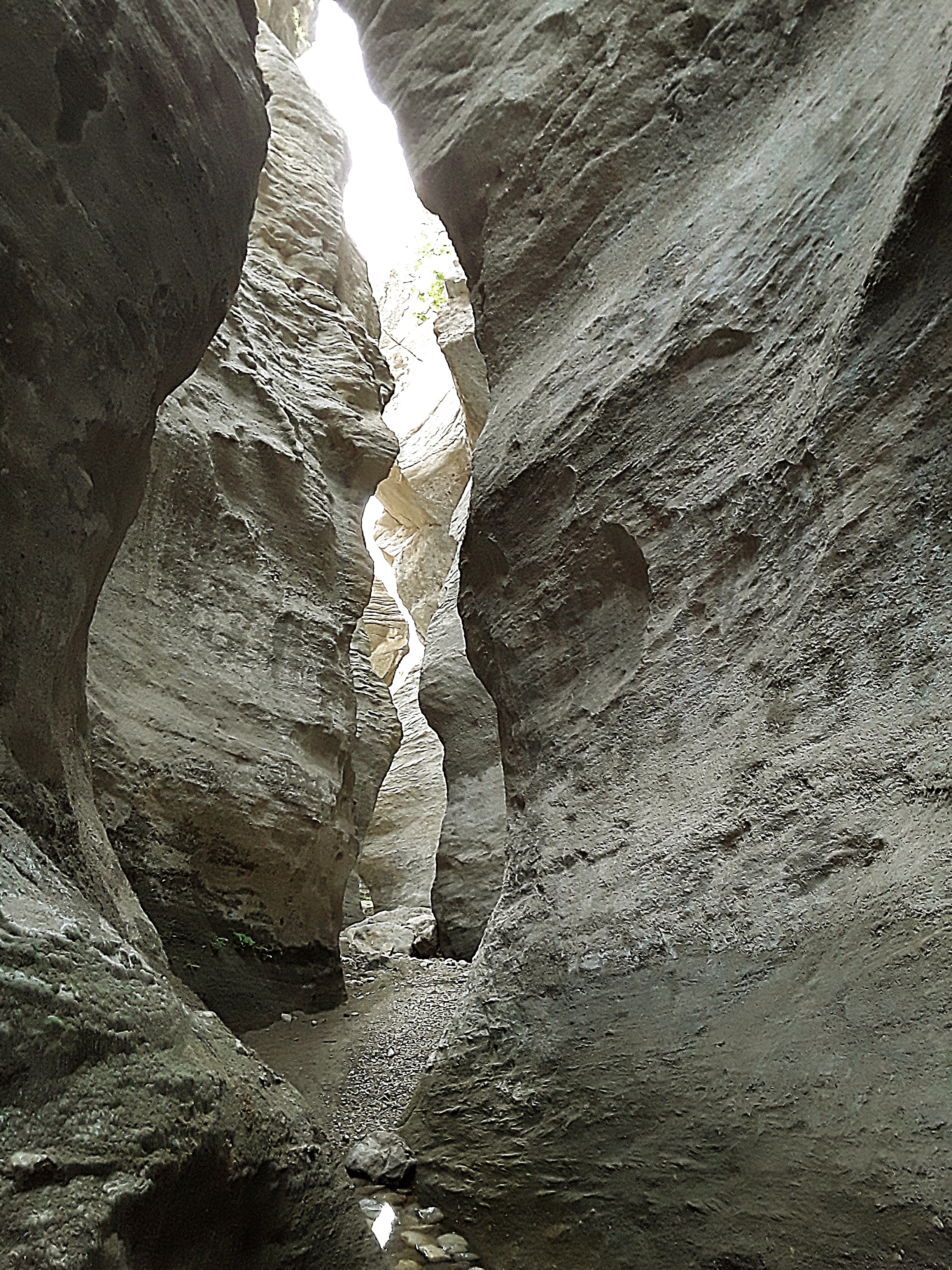
Tramo interior
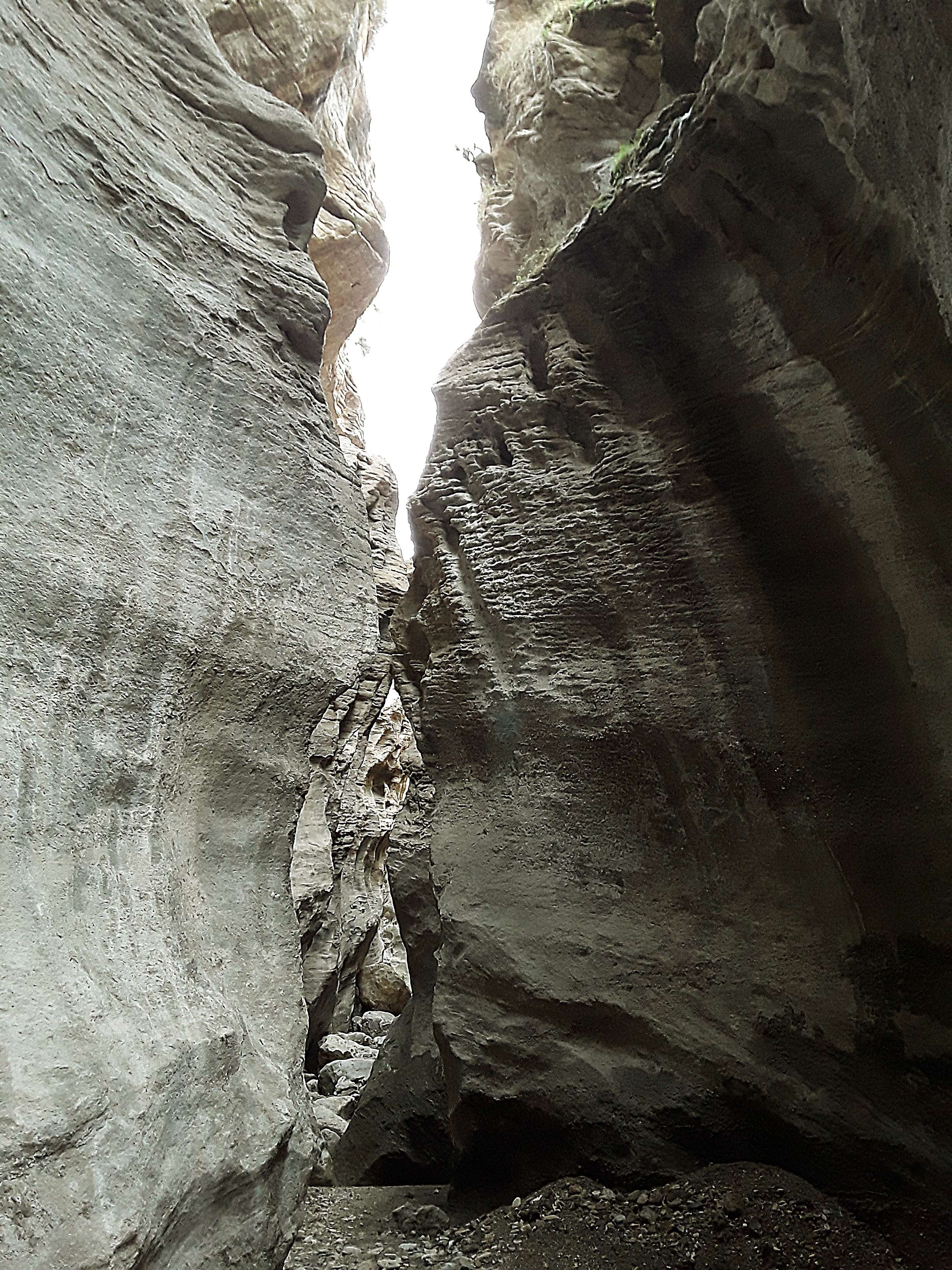
Zona central del desfiladero
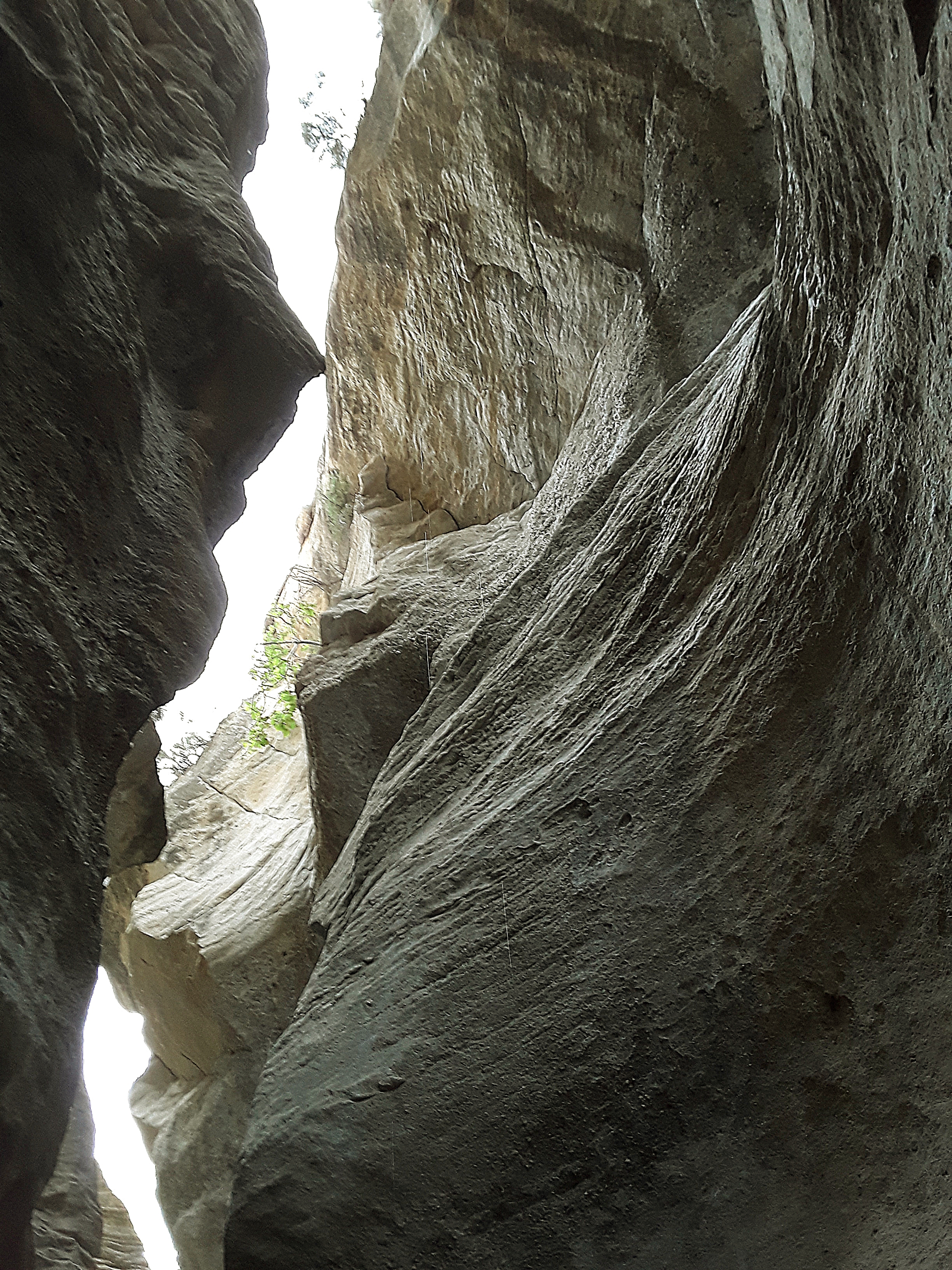
Roca caliza blanca modelada por erosión